# Strada statale 252 di Palmanova
La ex strada statale 252 di Palmanova (SS 252), detta anche Napoleonica, ora strada regionale 252 di Palmanova (SR 252), è una strada regionale italiana che collega Gradisca d'Isonzo con Codroipo passando per l'omonima cittadina; il cui percorso si snoda in Friuli-Venezia Giulia.

## Percorso
L'infrastruttura si estende nella Bassa Friulana tra Codroipo, in provincia di Udine, e Gradisca d'Isonzo, in provincia di Gorizia.
Dopo Codroipo con un lungo tratto rettilineo, chiamato "Napoleonica", raggiunge Palmanova. In tale tratto la strada passa a monte di vari paesi quali Bertiolo, Talmassons, Castions di Strada (ove si interseca con la ex strada statale 353 della Bassa Friulana) e Gonars. Superata la città stellata (un tratto della strada segue proprio le storiche mura) la strada prosegue toccando Visco e San Vito al Torre. Superato il torrente Torre entra in provincia di Gorizia toccando Versa, Romans d'Isonzo e terminando presso Gradisca d'Isonzo sulla ex strada statale 351 di Cervignano.

## Storia
È una strada di origine Romana e medievale:  Via Postumia già utilizzata da pellegrini e crociati provenienti dal Friuli occidentale e dal Veneto per raggiungere il porto fluviale di Aquileia. Parte del tracciato fu tristemente utilizzato dagli Ungari durante le loro scorrerie nell'Alto Medioevo, tanto da guadagnarsi il nome di Vastata ungarorum.
Tra il 1798 e il 1804, lo stato maggiore dell'esercito austriaco decise di realizzare un'operazione di rilevamento topografico su vasta scala del territorio ex veneziano da sinistra Adige fino ai confini friulani con l'Impero. La mappatura fu raccolta nella Topographisch-geometrische Kriegs karte von dem Herzogthums Venedig (Carta militare topografico-geometrica del Ducato di Venezia). In queste mappe la strada è indicata col nome di strada Alta. Il nome potrebbe avere origine dal fatto che la zona bassa a sud del tracciato è stata, prima delle opere di bonifica di inizio Novecento, paludosa e malsana e che la strada stessa scorre lungo un asse rialzato rispetto ai terreni circostanti. Oppure, potrebbe essere conseguenza del fatto che esisteva anche una strada Bassa ovvero l'antica Via Annia (oggi strada statale 14 della Venezia Giulia) qualche decina di chilometri più a sud.
La strada fu riassestata dai genieri dell'esercito di Napoleone ed utilizzata dalle sue truppe negli spostamenti nel basso Friuli durante le operazioni di guerra contro l'Impero d'Austria. Durante questi lavori fu distrutta la storica chiesetta di San Pellegrino delle Alpi, posta a lato della strada all'altezza dell'abitato di Morsano di Strada. Durante il periodo fascista su un lato di essa venne costruita una ferrovia mai inaugurata ma completamente costruita e testata. Venne adoperata per ragioni militari e dal 1943, dopo l'Armistizio anche per la deportazione di prigionieri dai campi di Visco e Gonars verso Fossoli o verso i campi della Morte
La strada è oggi conosciuta con diversi nomi che via via le sono stati attribuiti dalla tradizione popolare:
- Napoleonica (maggiormente in uso);
- Stradalta o Strad'Alta (in uso soprattutto nella lingua friulana come Stradalte)

La strada è stata elevata al rango di strada statale nel 1959 passando quindi sotto la gestione dell'ANAS. Dal 1º gennaio 2008 la gestione è passata alla Regione Friuli-Venezia Giulia, che ha provveduto al trasferimento delle competenze alla società Friuli Venezia Giulia Strade S.p.A..